# Alisher Shukurov
Alisher Shukurov (in tagico Алишер Муродхонович Шукуров?; Vakhsh, 30 marzo 2002) è un calciatore tagiko, centrocampista del Vachš in prestito dalla Dinamo Tbilisi e della Nazionale tagika.

## Carriera

### Club
Ha iniziato la propria carriera in patria, nelle file del Kuktoš. L'11 febbraio 2024 si è trasferito in Georgia, alla Dinamo Tbilisi. L'11 luglio 2024 si è trasferito in prestito per sei mesi al Vachš.

### Nazionale
Ha debuttato in Nazionale maggiore il 17 ottobre 2023, nell'amichevole Malaysia-Tagikistan (0-2). Ha partecipato, con la selezione tagika, alla Coppa d'Asia 2023. È sceso in campo, inoltre, nelle qualificazioni ai Mondiali 2026.

## Statistiche

### Cronologia presenze e reti in nazionale
| Cronologia completa delle presenze e delle reti in nazionale ― Tagikistan | Cronologia completa delle presenze e delle reti in nazionale ― Tagikistan | Cronologia completa delle presenze e delle reti in nazionale ― Tagikistan | Cronologia completa delle presenze e delle reti in nazionale ― Tagikistan | Cronologia completa delle presenze e delle reti in nazionale ― Tagikistan | Cronologia completa delle presenze e delle reti in nazionale ― Tagikistan | Cronologia completa delle presenze e delle reti in nazionale ― Tagikistan | Cronologia completa delle presenze e delle reti in nazionale ― Tagikistan |
| Data                                                                      | Città                                                                     | In casa                                                                   | Risultato                                                                 | Ospiti                                                                    | Competizione                                                              | Reti                                                                      | Note                                                                      |
| ------------------------------------------------------------------------- | ------------------------------------------------------------------------- | ------------------------------------------------------------------------- | ------------------------------------------------------------------------- | ------------------------------------------------------------------------- | ------------------------------------------------------------------------- | ------------------------------------------------------------------------- | ------------------------------------------------------------------------- |
| 17-10-2023                                                                | Kuala Lumpur                                                              | Malaysia                                                                  | 0 – 2                                                                     | Tagikistan                                                                | Amichevole                                                                | -                                                                         | 46’                                                                       |
| 4-1-2024                                                                  | Abu Dhabi                                                                 | Hong Kong                                                                 | 1 – 2                                                                     | Tagikistan                                                                | Amichevole                                                                | -                                                                         |                                                                           |
| 13-1-2024                                                                 | Doha                                                                      | Cina                                                                      | 0 – 0                                                                     | Tagikistan                                                                | Coppa d'Asia 2023 - Gironi                                                | -                                                                         | 89’                                                                       |
| 17-1-2024                                                                 | Lusail                                                                    | Qatar                                                                     | 1 – 0                                                                     | Tagikistan                                                                | Coppa d'Asia 2023 - Gironi                                                | -                                                                         | 90+1’                                                                     |
| 22-1-2024                                                                 | Doha                                                                      | Tagikistan                                                                | 2 – 1                                                                     | Libano                                                                    | Coppa d'Asia 2023 - Gironi                                                | -                                                                         | 72’                                                                       |
| 28-1-2024                                                                 | Al Rayyan                                                                 | Tagikistan                                                                | 1 – 1 (5 - 3 dtr)                                                         | Emirati Arabi Uniti                                                       | Coppa d'Asia 2023 - Ottavi di finale                                      | -                                                                         |                                                                           |
| 2-2-2024                                                                  | Al Rayyan                                                                 | Tagikistan                                                                | 0 – 1                                                                     | Giordania                                                                 | Coppa d'Asia 2023 - Quarti di finale                                      | -                                                                         | 79’                                                                       |
| 11-6-2024                                                                 | Dushanbe                                                                  | Tagikistan                                                                | 3 – 0                                                                     | Pakistan                                                                  | Qual. Mondiali 2026                                                       | -                                                                         | 84’                                                                       |
| 4-9-2024                                                                  | Kuala Lumpur                                                              | Libano                                                                    | 1 – 0                                                                     | Tagikistan                                                                | Amichevole                                                                | -                                                                         | 66’                                                                       |
| 8-9-2024                                                                  | Kuala Lumpur                                                              | Filippine                                                                 | 0 – 0 (3 - 4 dtr)                                                         | Tagikistan                                                                | Amichevole                                                                | -                                                                         |                                                                           |
| 14-10-2024                                                                | Songkhla                                                                  | Tagikistan                                                                | 0 – 3                                                                     | Filippine                                                                 | Amichevole                                                                | -                                                                         | 63’                                                                       |
| 13-11-2024                                                                | Dushanbe                                                                  | Tagikistan                                                                | 4 – 0                                                                     | Nepal                                                                     | Amichevole                                                                | -                                                                         | 65’ 88’                                                                   |
| Totale                                                                    |                                                                           | Presenze                                                                  | 12                                                                        |                                                                           | Reti                                                                      | 0                                                                         |                                                                           |